# إمامة طرابلس الإباضية
إمامة طرابلس الإباضية هي دولة أسسها أبو الخطاب المعافري عام 757، استندت على المذهب الاباضي،و استطاعت ان تضم طرابلس والقيروان في عهد ابو الخطاب المعافري و نجحت في المقاومة مؤقتا قبل ان تسقط بيد العباسيين. و نجحت أن تقوم مرة أخرى قبل أن تسقط ثانية بيد المهلبيين عام 772.

## التاريخ

### أبو الخطاب المعافري
حصلت ثورات و حروب كبيرة بقيادة الإباضيين انتهت بانتصار الفهريين و تعيين عمرو بن سويد المرادي واليا على طرابلس، حينها كان عبد الأعلى بن عبد الرحمن بن السمح المعافري قد وصل بلدة صياد (قرب زنزور) فاجتمع عليه البربر من نفوسة وهوارة و بايعوه. ثم توجهوا الى طرابلس و دخلوها و أهلها غافلون عام 757 و غزوا المدينة و وضعوا الرجال داخل الجواليق و نادوا وسط الميادين شاهرين سيوفهم "لا حكم الا لله". و في ذلك الوقت كانت ورفجومة (و هي قبيلة من الخوارج الصفرية) قد استولت على القيروان بقيادة عاصم الورفجومي الذي خلفه عبد الملك ابن أبي الجعد في سيادة القبيلة بعد مقتله، ففعلوا الجرائم و المنكرات، و ذات مرة دخل اباضي القيروان لحاجة لديه فرأى الخوارج يغتصبون امرأة في مسجد فترك ما بين يديه و اعلم عبد الأعلى فخرج أبو الخطاب عام 758 وهو يقول: بيتك اللهم بيتك! فغزا قابس و اشتبك مع الصفرية و ثار سكان القيروان فهزم ابن ابي الجعد و دخل الاباضية القيروان فعملوا مذبحة في ورفجومة.
و بهذا صار ابي الخطاب حاكم إفريقية وعيّن عبد الرحمن بن رستم على القيروان، و كلف الخليفة والي مصر ابن الأشعث كي يهتم بمسألة ابي الخطاب المعافري فارسل جيشا بقيادة العوام بن عبد العزيز البجلي ليرسل عبد الأعلى جيشا بقيادة مالك بن سحران الهواري و التقى الجمعان في ورداسة و انتصر مالك بعد مقتل اعداد كبيرة من الفريقين, فأرسل ابن الاشعث بجيش عباسي أخر أقوى بقيادة عمر ابو الأحوص العجلي و لكنه هزم قرب سرت بمغدامس عام 759. و اثارت هذه الهزائم اهتمام ابي جعفر المنصور الذي ارسل جيشا قوامه 40 ألف مقاتل بالعتاد اللازم تحت قيادة محمد ابن الأشعث الخزاعي (و قد عُزل عن مصر و وُلّي المغرب) و صحب معه الأغلب بن سالم التميمي، و عندما علم ابو الخطاب المعافري عاد الى طرابلس, و قدم و معه 90 ألف مقاتل من الإباضية و عسكر في ورداسة (جنوب غرب تاورغاء بين سوفجين و زمزم و اسمها الآن قداس) و عندما علم ابن الأشعث بمجيئ خصمه تجهز و اشتبك مع الخوارج و لكن بسبب مشاكل زناتة و هوارة و خدع ابن الأشعث التكتيكية انتصر الأخير و قُتل 12 ألفاََ من جيش الاباضيين بينهم ابو الخطاب نفسه الذي أُرسل رأسهُ لبغداد, و بهذا سقطت إمامة طرابلس الأولى. و كان ابو الخطاب قوي الشخصية، واسع الثقافة، غزير العلم.
ثم حاول أبو هريرة الزنتي لم شمل الأمازيغ و الاشتباك مرة ثانية و معه 16 ألف مقاتل لكنه هزم, و ما إن سمع بن رستم بالخبر حتى ترك القيروان و هرب تاركا إياها لابن الأشعث الذي دخلها ثم دخل طرابلس بعدها.

#### مناطق حكم الإباضيين في عهد أبي الخطاب
اتفقت أغلب المصادر أن المعافري حكم طرابس و القيروان، منهم من ذكر ذلك مباشرة، و منهم من حكا عن توسعاته في طرابلس و القيروان فقط و لم يذكر شيئا بعد ذلك، ادعى بعض المؤرخين الحديثين أن المعافري غزا وهران و اتخذوا الدرجيني مصدرا، و لكن الدرجيني لم يذكر ذلك ما يجعل الموضوع مبالغة تاريخية لا أكثر، خاصة أن هذه المصادر فيها انحياز للجانب الإباضي. ادعى مصدر أنه قام بتوحيد ليبيا (غزا فزان و برقة)، لكنه مصدر واحد و ضعيف و حديث، و لم تذكر أي مصادر قديمة ذلك. ذُكر أن المعافري حكم مناطق في سرت، و الموضوع غالبا صحيح، حيث وصفها دبوز على أنها "أول بلاده"، قال ابن خلدون أنه قُتِلَ فيها بمنطقة تدعى ريفا، و قبل معركة تاورغاء حصلت معركتين منها معركة مغدامس مع عمر ابو الأحوص العجلي، التي قادها عبد الأعلى نفسه و انتصر فيها قرب سرت, ما يعني أن أقصى توسع المعافري شرقاً كان في منطقة مغدامس قرب سرت على البحر.

### ابو حاتم الملزوزي
و لفترة ابي حاتم روايتين الاولى تقول: بعد مقتل ابو الخطاب استمر العباسيون في الحكم الى العام 767 أو 770، و كان والي طرابلس آنذاك هو الجنيد بن بشار الأسدي، و قد ثار يعقوب بن لبيب بن يزيد (أو مرين) بن يطوفت الملزوزي المغيلي عليه، و رغم دعم عمر بن حفص المهلبي الا أن جنيداً هُزم و خسر طرابلس و انسحب الى قابس، فاستغل حكام الخوارج هذا الأمر و جاءوا في حشود هائلة صوب القيروان و كان في جيش ابي حاتم الملزوزي 75 ألف فارس و 315 ألف جندي و بن حفص لا يملك سوى 15،500 فتقدم يعقوب الى القيروان وحاصرها و معه 130 ألف رجل, بعد بعض الحيل و الرشاوي مع البربر دخل عمر القيروان, و اشتد الحصار على آل المهلب و أكلوا الدواب و القطط و الكلاب، ليتخذ عمر بن حفص آخر قرار في حياته بأن يخرج و يقاتل فقتل ودخل الملزوزي أميرا على  إفريقية.
و استاء الخليفة المنصور لذلك فأرسل يزيد بن حاتم المهلبي بجيش فيه 50 ألف فارس و عندما سمع ابو حاتم بقدومه خرج له لكن سكان القيروان حاولوا الانقلاب عليه فهزمهم وولى عليهم جرير بن مسعود المديوني، و انضمت جموع كبيرة من الأمازيغ للجيش العباسي و التقى الجمعان و هُزم ابن لبيب و فر الى جبل نفوسة فطارده يزيد الى ان لقاه بجندوبة فقتله مع 30 ألف من جيشه و هكذا انتهت إمامة طرابلس الإباضية.
اما الرواية الثانية فتقول انه: في عهد الجنيد ثار يعقوب بن لبيب الملزوزي المكنى أبو حاتم بجبل نفوسة، و انتصر على قوات الجنيد المكونة من 500 فارس بقيادة حازم بن سلميان و قتل عددا كبيرا منهم، فأرسل عمر بن حفص (المعروف بهزارمرد) جيش نجدة بقيادة خالد بن يزيد في 400 فارس، فهزمهم ابو حاتم و دخل طرابس بينما انسحب الجنيد الى قابس. و تباعا لثورة طرابلس، ثارت أفريقية و هزموا حبيب بن حبيب المهلبي، ليتحالف ابو حاتم بجيشه المكون من 30،100 جندي مع ابي قرة اليفرني و حاصروا القيروان شهورا، و عندما علم عمر بن حفص بذلك (الذي كان متحصنا في طبنة) خرج و معه 700 جندي و دخل القيروان بحيلة، لكنها استمرت محاصرة و اشتد عليها ذلك، فعزم الخليفة المنصور أن يرسل ابن عم هزارمرد يزيد بن حاتم و أكثر الناس خوفا عليه و معه 60 ألف جندي، لكن زوجة عمر بن حفص خليدة بنت المعارك عطلت هذه العملية كي لا تسقط هيبة زوجها، و أعلمته بذلك، فقبل مصيره في لحظة مؤثرة دمعت فيها عيناه، و خرج بجيشه "كالبعير الهائج" و مات من كثرة الطعنات و الاصابات، و فشلت المفاوضات اللاحقة فدخل ابو حاتم القيروان بعد ثمانية شهور من الحصار.
و حكم ابو حاتم إفريقية بالعدل و سامح العباسيين فيها، و لكن دوام الحال من المحال، فاضطر ان يخرج لمواجهة يزيد بن حاتم في طرابلس و خلف على القيروان عبد العزيز بن السمح المعافري (ربما أخ ابو الخطاب)، فحصلت ثورة عباسية في القيروان و لما عاد ابو حاتم للقضاء عليها هرب قادتها و تحالفوا مع كتامة و هزموا جرير بن مسعود المديوني أحد حلفاء ابي حاتم ثم دخلوا القيروان و اتجهوا كي ينضموا ليزيد بن حاتم، اما هذا الأخير فعسكر في سرت و معه جيش خرج من خراسان بستين ألف و وصل ليبيا في 150 ألف حيث انضم له جند من البصرة والكوفة والشام ثم بعض زعماء نفوسة و هوارة و أخيرا قوات القيروان، و أرسل يزيد جيشا استطلاعيا بقيادة سالم بن سوادة التميمي  و هزمه الملزوزي عند مغدامس و قُتِل منهم 16 ألف، و مع معرفة ابو حاتم بقوة و ذكاء يزيد فأراد جرّه الى ميدانه عند جبل نفوسة و لكن عمر بن مطكود النفوسي حليف المهلبيين نصح يزيد ان يستند الى جبال جندوبة حيث حصلت معركة عظيمة هُزم فيها الاباضيون و امتلئ ميدان الموقعة بالجثث و غرق بالدماء و قُتل ابو حاتم لتسقط امامة طرابلس للمرة الأخيرة.